# Uno-X Development Weekend
Uno-X Development Weekend - велосипедное мероприятие проходящее с 2018 года в Норвегии на территории фюльке Иннландете.

## История
В 2011 году клуб Ottestad IL Bicycle, вдохновлённый итальянской гонкой Страде Бьянке, впервые организовал Gylne Gutuer в качестве британского клуба С 2015 года Gylne Gutuer стала частью Кубка Норвегии по шоссейному велоспорту.
Осенью 2017 года Йенс Хаугланд, коммерческий руководитель команды Uno-X Hydrogen Development Team, решил продолжить идею Gylne Gutuer вместе с индивидуальной и групповой гонками, чтобы иметь возможность предлагать осенью международные соревнования норвежским спортсменам без профессионального контракта. Через пару месяцев после первоначального крайнего срока при поддержке Норвежской федерации велоспорта была подана заявка на статус в UCI
В конце февраля 2018 года гонкам был присвоен статус гонок UCI с того же года, все они вошли в календарь UCI Europe Tour с категорией 1.2. Первое издание состоялось в августа начале сентября 2018 года.
Уик-энд состоит из трёх гонок, проводимых в течение трёх дней:
- Гран-при Хафьеля — индивидуальная гонка на время, единственная в своем роде в Норвегии, имеющая международный статус. Идея гонки состоит в том, чтобы заставить норвежских спортсменов уделять больше времени разделочному велосипеду.[4]
- Гран-при Лиллехаммера — групповая гонка, которая проходит по круговой трассе с множеством спусков.[1][4]
- Гйельне Гутуэр — её старт и финиш, как и оригинальной гонки Gylne Gutuer,  расположены в Станге, но сама она имеет немного другой маршрут. Основная часть проходит по обычной дороге с твёрдым покрытием, но на некоторых участках присутствуют мелкие гравийные дороги дорогам которые в местном масштабе называют «гутуер» (норв. gutue), отсюда и название гонки. Дистанция составляет чуть более 160 км.[1] Оригинальная гонка Gylne Gutuer, входящей в Кубок Норвегии, проходит в другое время.

Организаторами уик-энда выступают клубы Lillehammer CK и Ottestad IL. 